# José Luján Pérez

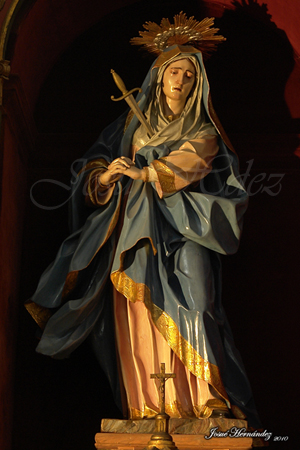
José Luján Pérez – Mater Dolorosa (um 1800)

José Luján Pérez (* 9. Mai 1756 in Guía; † 15. Dezember 1815 ebenda) war der bedeutendste Holzbildhauer des ausgehenden 18. und beginnenden 19. Jahrhunderts auf den politisch zum spanischen Weltreich gehörenden Kanarischen Inseln. Annähernd 150 Skulpturen aus seiner Hand sind bekannt; die meisten befinden sich in Kirchen im Norden der Insel Gran Canaria.

## Leben und Werk
Viele Daten und Fakten aus José Luján Pérez’ Leben sind unbekannt; er kam aus bäuerlichen Verhältnissen und erhielt nur eine rudimentäre Bildung. Im Alter von etwa 20 Jahren trat er der Cofradía del Santísimo Sacramento („Bruderschaft des Allerheiligsten Sakraments“) bei. Wenige Jahre später verließ er seine Heimatstadt und ging in die nur etwa 25 km östlich gelegene Inselhauptstadt Las Palmas. In der weltoffenen, nicht von der Inquisition geprägten Hafenstadt eignete er sich neue Kenntnisse an. Er erhielt den Auftrag zur Neugestaltung der Kathedralfassade, die ganz ohne religiöse Bildwerke auskommt. Er schuf auch zahlreiche kleinfigurige Bildwerke für die Hauskapellen wohlhabender Bürger.

## Stil
Der Stil seiner Skulpturen ist spätbarock mit manieristischen Einflüssen. Viele seiner Skulpturen werden im Rahmen von Prozessionen – vor allem in der Karwoche (Semana Santa) – durch die jeweiligen Kirchenbezirke oder Ortschaften getragen.